# Anacronismo
Un anacronismo (del griego ἀνά ‘contra’ y χρόνος ‘tiempo’) se refiere a algo que no se corresponde o parece no corresponderse con la época a la que se hace referencia. Por ejemplo, si en una obra de teatro que se desarrollara durante la Antigua Roma apareciera un personaje usando una computadora, esta última sería un anacronismo.
Hay dos tipos de anacronismos: paracronismos y procronismos. El paracronismo consiste en situar hechos, personajes o elementos del pasado en una época posterior, como por ejemplo un carruaje de caballos circulando por una autovía. El procronismo consiste en colocar hechos de una época posterior en una anterior, por ejemplo el Cid Campeador llevando un Smart Watch. Los anacronismos pueden ser reales o ficticios, y si son ficticios intencionados o no intencionados.

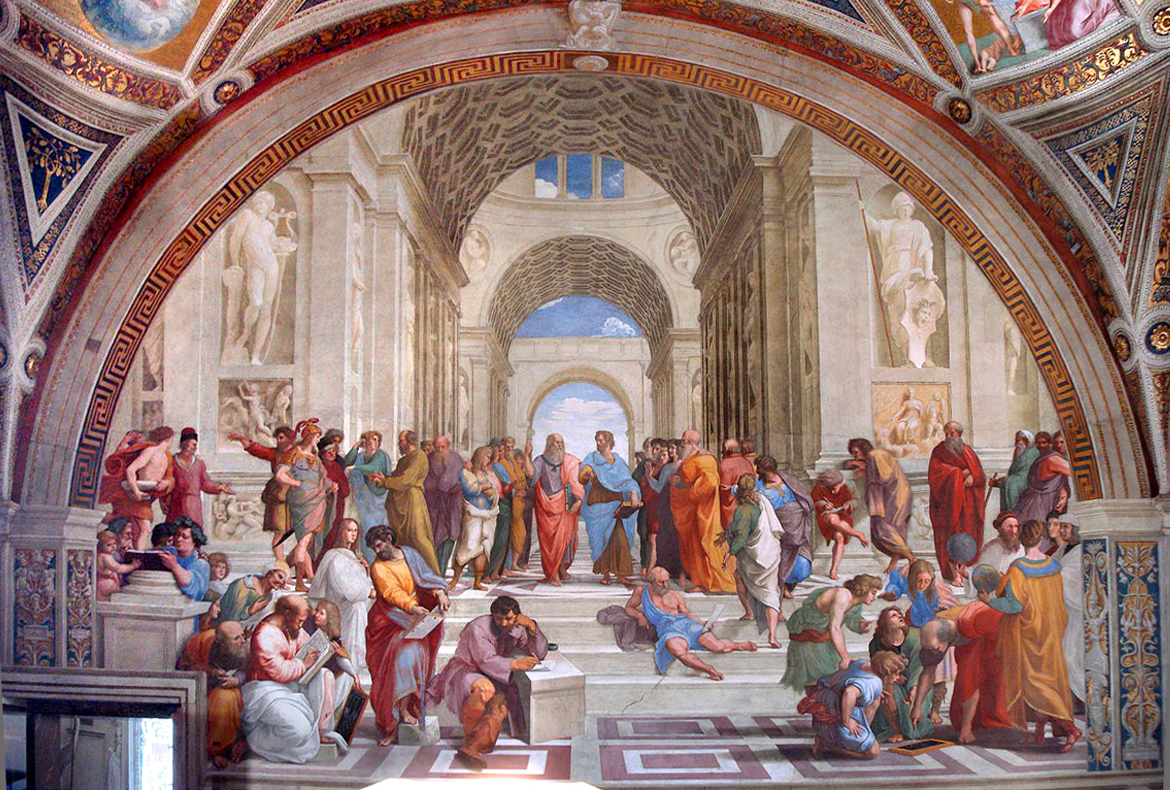
La escuela de Atenas, pintura decorativa en el Palacio Apostólico de Ciudad del Vaticano; obra de Rafael Sanzio (1511). Se comete a propósito el anacronismo de representar juntos a personajes de distintas épocas y áreas geográficas.

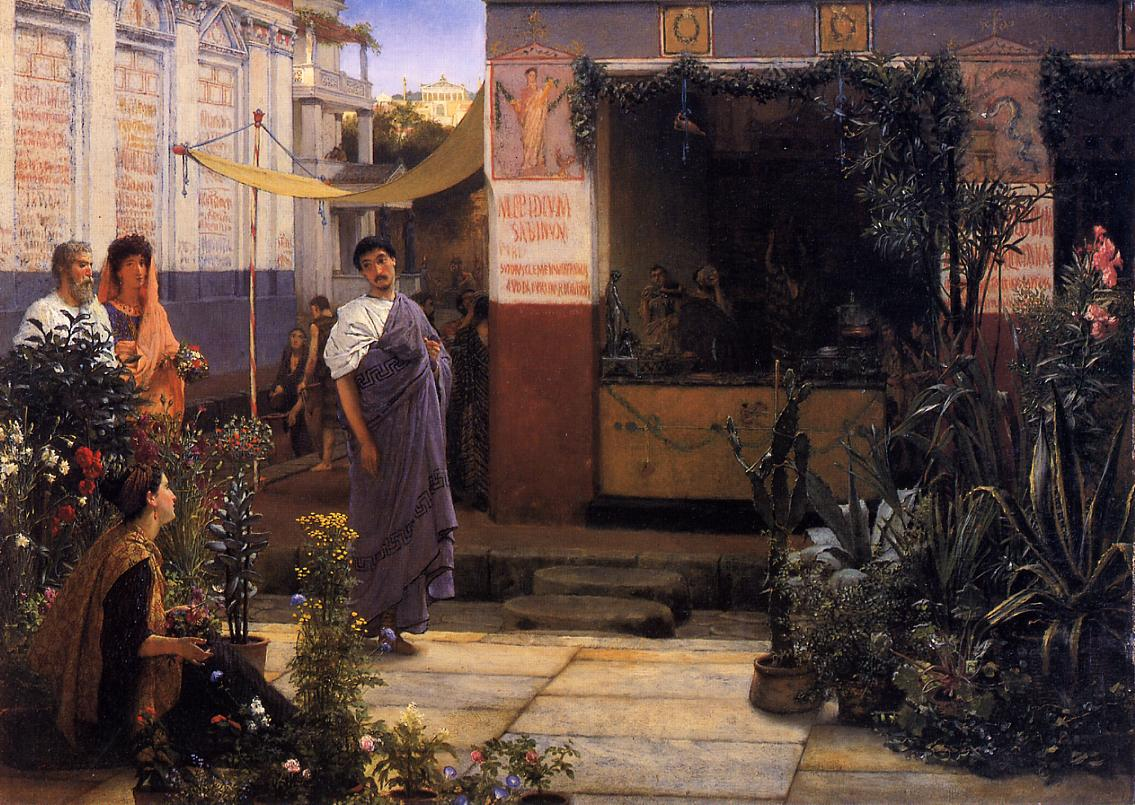
Mercado de flores en época romana, obra de Lawrence Alma-Tadema (1868). En la pintura aparecen especies de plantas como agaves y cactus, que son originarias de Centroamérica y no llegaron a Europa hasta la Edad Moderna.

## Anacronismos históricos
Un anacronismo puede ser un artefacto que aparece fuera de lugar en arqueología o geología. Esto a veces es llamado oopart (acrónimo en inglés de out of place artifact: artefacto fuera de lugar). Dichos anacronismos aparecen en forma de objetos más avanzados de lo que cabría esperar para su lugar y periodo.
Sin embargo, estos aparentes anacronismos pueden reflejar nuestra ignorancia más que una genuina anomalía cronológica. La visión popular de la historia muestra una idea del pasado en la cual la humanidad tiene un desarrollo primitivo y progresa hacia el desarrollo de la tecnología. Sin embargo los mencionados objetos anacrónicos parecen contradecir esa idea. Algunos arqueólogos piensan que considerar esos objetos como anacronismos supone subestimar la tecnología y creatividad de la gente de aquella época mientras que otros los consideran evidencias de líneas de tiempo alternativas o heterodoxas en la historia humana.
Si se considera el adelanto tecnológico humano paralelo a la expansión y declive de las civilizaciones humanas —es decir, progresando “tres pasos hacia delante, dos pasos hacia atrás”— entonces encontrar por lo menos algún anacronismo (o quizá muchos) es algo esperable. Un ejemplo de esto sería el hormigón usado en varias culturas antiguas, sólo para ser olvidado y reinventado después por otra cultura; o la computadora, ya que los antiguos griegos desarrollaron una computadora analógica conocida como mecanismo de Anticitera, mismo que fue también olvidado y reinventado por una cultura diversa, hasta el presente, en el que la tecnología se emplea globalmente.

## Anacronismos sociales
El término también se utiliza a menudo (más metafóricamente) para describir cosas actuales que parecen estar fuera de lugar en el tiempo, aunque no lo estén literalmente. Por ejemplo, las monarquías y otras tradiciones políticas muy abundantes en el pasado son consideradas por muchos como totalmente anacrónicas, así como algunos lenguajes pasados de moda o ciertas tradiciones religiosas

## Anacronismos en arte y ficción

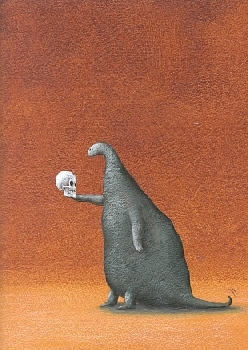
Anacronismo, obra de Gerhard Gepp. En la pintura aparece un dinosaurio sosteniendo un cráneo humano, cuando éstos se extinguieron mucho antes de la aparición de los homínidos.

El anacronismo aparece especialmente en aquellos trabajos de ficción que usan una base histórica. El anacronismo se puede presentar de diversas maneras, por ejemplo no distinguiendo entre los distintos modos de vida que caracterizan a los distintos periodos históricos o por la ignorancia del progreso de las artes y las ciencias y otros hechos de la historia. Pueden variar de incoherencias manifiestas a pequeñas distorsiones. Solo a partir del siglo XVIII es cuando este tipo de distorsiones han molestado al público en general. Los anacronismos abundan tanto en las obras de Rafael y Shakespeare, así como en varios pintores y dramaturgos de épocas pasadas.
En particular, los artistas, tanto en los escenarios como en los cuadros, solían asimilar a los personajes a su propio tiempo y nacionalidad.
Los soldados romanos aparecían vestidos como los militares del Renacimiento.
La Virgen María aparecía representada en las obras italianas con características italianas y en las obras de Flandes con características de Flandes (esto sigue ocurriendo hoy día, por ejemplo en las representaciones de Madonnas con rasgos africanos o Jesús Caucásico).
Hasta la época de Voltaire, Alejandro Magno aparecía en las obras francesas con el traje de Luis XIV de Francia.
Del mismo modo el público de Shakespeare no se preguntaba si en la época de Hamlet existía la universidad de Wittenberg o si en la Antigua Roma de Julio César se usaban las campanas.

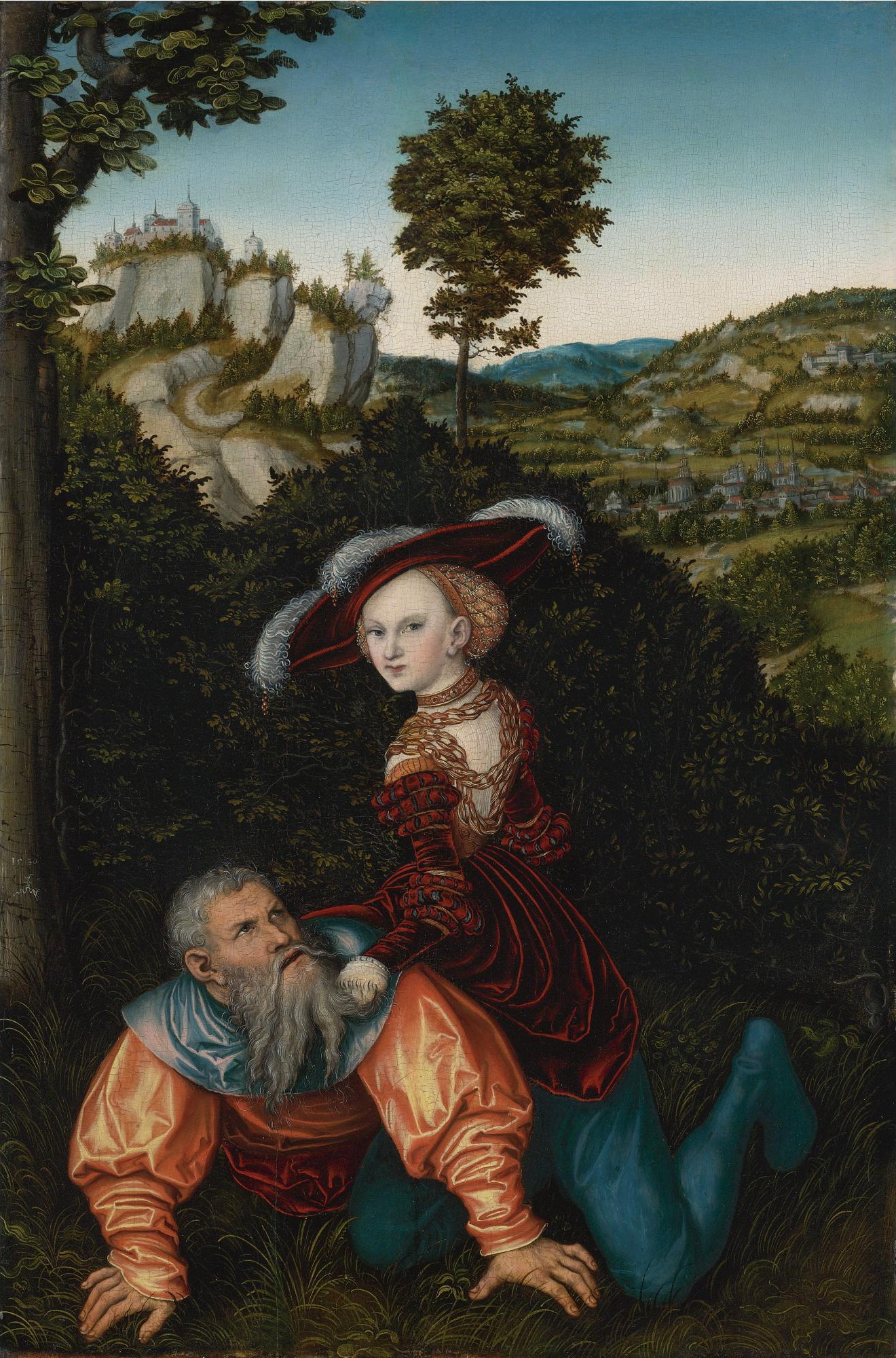
Filis y Aristóteles retratados por Lucas Cranach el Viejo (1530), vestidos con ropajes del siglo XVI y ante un paisaje de la Europa moderna.

Sin embargo, en muchos trabajos, tales anacronismos no son simplemente el resultado de la ignorancia, que hubiera sido corregida si el artista simplemente hubiera tenido un conocimiento más histórico. Los pintores del Renacimiento, por ejemplo, estaban bien enterados de las diferencias en los trajes entre las épocas antiguas y las suyas propias, dada la atención renovada al arte antiguo en su tiempo, pero eligieron a menudo representar escenas antiguas en modo contemporáneo. Sin embargo estos anacronismos reflejan una diferencia con respecto a los siglos XIX y XX en los que se trataba de representar los detalles de las épocas anteriores como «realmente» eran. Los artistas y escritores de épocas pasadas estaban normalmente ocupados en otros aspectos de la composición, y el hecho de que los acontecimientos de sus obras ocurrieran en el pasado era algo secundario. Por tanto, preocuparse por una gran cantidad de detalles relacionados con el periodo histórico se habría considerado una distracción.
En épocas recientes, el progreso de la arqueología y el mayor espíritu científico de la Historia ha animado al público a considerar los anacronismos como algo ofensivo o erróneo.
Con todo, las producciones modernas aún confían en el anacronismo para provocar un efecto. Por ejemplo, las representaciones de las obras de Shakespeare pueden usar la caracterización de la época del autor, de la obra, de cualquier otra época hasta nuestros días o incluso de un futuro imaginario como en el caso de la película El planeta prohibido y su adaptación musical que son una versión libre de la obra La tempestad en clave de ciencia ficción. Otras adaptaciones populares de obras de Shakespeare que usaron anacronismos fueron Titus (1999) y Romeo y Julieta de William Shakespeare (1996). Algo similar podemos ver en la película Moulin Rouge (2001) en donde se usa música diversa del siglo XX, en una película que se desarrolla a finales del siglo XIX. Otras películas como Brazil, Una serie de catastróficas desdichas o Ricardo III crean mundos donde entran en conflictos varias circunstancias anacrónicas para crear un ambiente estilístico único que no puede circunscribirse a un periodo concreto. Este uso estilístico aparece también en las películas infantiles tales como Shrek o Hoodwinked! donde se usa con efectos satíricos. Los directores pueden usar a veces estos anacronismos para dar un «aire fresco» a una historia ya conocida. Andrew Lloyd Webber creó dos conocidos musicales, Jesucristo Superstar y Joseph and the Amazing Technicolor Dreamcoat, en donde se adaptaron historias bíblicas conocidas a la sensibilidad moderna.

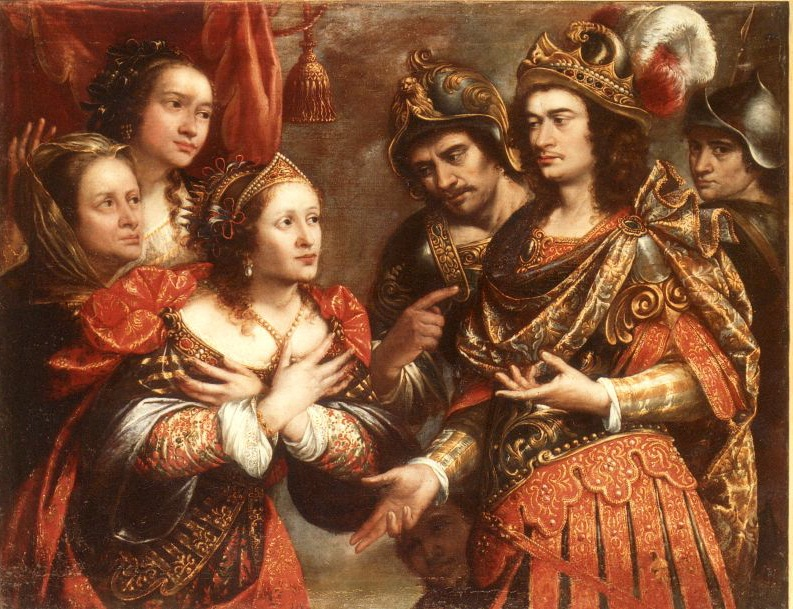
La familia de Darío ante Alejandro Magno, una pintura del autor barroco Justus Sustermans donde aparecen los personajes con vestimentas del.

Las comedias pueden usar el anacronismo para un efecto humorístico. Una de las primeras películas importantes en usar anacronismos fue Tres edades de Buster Keaton que incluye en invento del béisbol de la Edad de Piedra y problemas de tráfico modernos en la Roma clásica. La película de 1974 de Mel Brooks Sillas de montar calientes que se desarrolla en el Salvaje Oeste en 1875 contiene muchos anacronismos evidentes de los años setenta incluyendo un traje de Gucci para el sheriff, un automóvil, una escena en el Grauman's Chinese Theatre de Hollywood y referencias frecuentes a Hedy Lamarr. Los dibujos animados Los Picapiedra presentan versiones prehistóricas de aparatos modernos.
Incluso a pesar de una cuidadosa investigación, muchas historias de ciencia ficción presentan anacronismos debido a cosas que los autores no pudieron predecir, como por ejemplo que supusieran la existencia de la Unión Soviética a mediados del siglo XXI
Con el detallismo exigido a las películas de historia contemporánea, es fácil introducir anacronismos. Por ejemplo en la película Apollo XIII (1995) aparecen numerosos errores entre los que se incluyen un logotipo incorrecto de la NASA y la aparición del álbum de The Beatles Let It Be un mes antes de que fuera realmente puesto a la venta.
Los anacronismos en el lenguaje también son muy frecuentes y pueden ser intencionados o no. Los anacronismos intencionados se usan para que el espectador pueda comprender más fácilmente el lenguaje, ya que este cambia muy deprisa y si no hablaran una lengua actualizada en una película histórica nos sería muy difícil entender lo que dicen los personajes. Los anacronismos no intencionados consisten en poner en boca de personajes históricos palabras de argot y figuras del discurso moderno. Por ejemplo, si en una película El Cid dijera que “se va a comer a sus enemigos con patatas” sería un anacronismo no admisible porque en aquella época en Europa no se conocían las patatas.

## Anacronismos en el mundo erudito
En la escritura académica no hay lugar para el anacronismo deliberado y los anacronismos se consideran un error en el método de estudiante.
Por ejemplo hoy sabemos que el concepto de translatio imperii fue usado por primera vez en el siglo XII. Usarlo para interpretar la literatura del siglo X es un error que, una vez visto esto, es obvio como tal.
Otros ejemplos son menos obvios.
Referirse al Sacro Imperio Romano Germánico como el Primer Reich es ver la historia a través de los ojos del nazismo y por lo tanto es anacrónico. Sin embargo algunos límites son difíciles de definir y hay autores que "hoy mismo piensan y escriben en puro anacronismo, a veces sin sospecharlo siquiera, y que incluso se creen en alguna vanguardia desde la penosa vetustez de su pensamiento arcaico", una manera de detectarlos es sugerida por los "Comentarios Críticos" del citado Proyecto de Filosofía en Español.

## Anacronismo Tecnológico

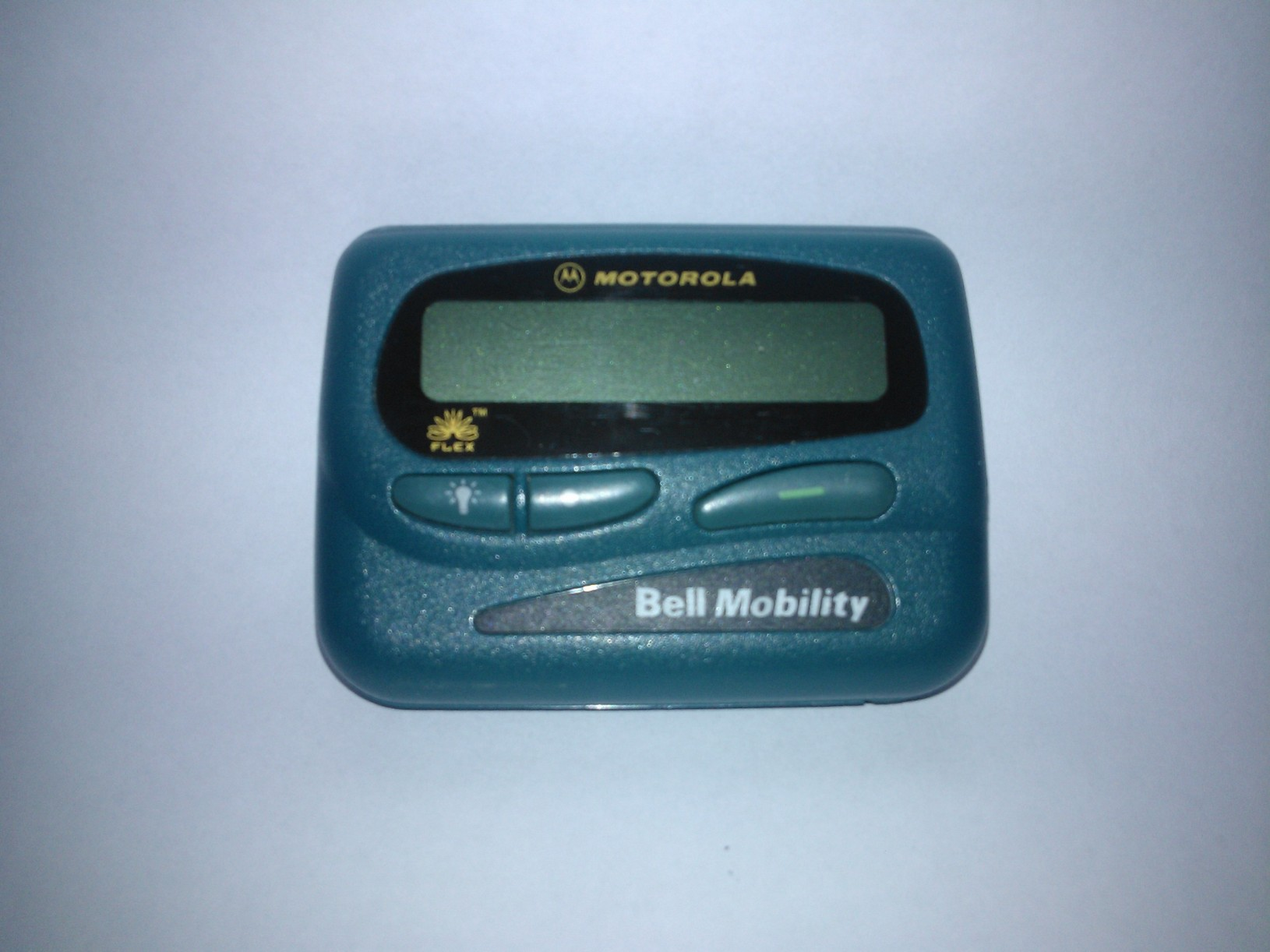
mensáfono

El significado de anacronismo se refiere a aquella cosa o persona que no es propia de la época en la que se trata. Debido a los avances tecnológicos de los últimos años, se comienza a usar el término anacronismo tecnológico para referirse a viejas tecnologías que están obsoletas hoy en día como los pagers o mensáfonos que solo recibe o transmite mensajes de texto cortos.

## Psicología
Algunas personas sufren de una creencia obsesiva de que «pertenecen» o deberían estar en otro período, lo que les impide ocuparse de las tareas cotidianas en el mundo diario. A veces las personas de edad avanzada pueden experimentar esta condición si sienten que el mundo moderno se ha desarrollado hasta un punto en el que «no encajan» o no entienden lo que las rodea.